# Christopher McRae (homme politique)
Pour les articles homonymes, voir Christopher McRae et McRae.
Christopher McRae (20 octobre 1873–28 janvier 1938) est un homme politique canadien de la Colombie-Britannique. Il est député provincial libéral de la circonscription britanno-colombienne de Vancouver City de 1924 à 1928.

## Biographie
Né à Port Elgin en Ontario, McRae travaille comme gestionnaire pour la Alberta Timber Company alors basée à Vancouver,.
McRae meurt à Vancouver en janvier 1938 à l'âge de 64 ans.